# Corbinières
Le site des Corbinières, est une vallée boisée située en région Bretagne dans le  département d'Ille-et-Vilaine sur les communes de Guipry-Messac et de  Langon. Il est traversé par la Vilaine.
En gallo, Corbinières se dit Corbiniour.
Ce site de 800 hectares est composé des bois de Bœuvres et de Baron, des châteaux de Bœuvres et des Corbinières, de deux moulins à vent, de vestiges médiévaux (motte féodale), d'un ermitage et d'ouvrages d'art ferroviaires (viaduc et tunnel), routiers et fluviaux. Il représente un réservoir de biodiversité.

## Viaduc et tunnel de Corbinières
Le viaduc de Corbinières est un pont ferroviaire enjambant la Vilaine érigé au XIXe siècle lors de la création de la ligne de chemin de fer de Rennes à Redon. Il se distingue par la présence d'arches inclinées, conçues pour supporter d'importantes charges. Sa construction débute en 1860. Sa longueur totale est de 139 mètres. Il est prolongé par un tunnel ferroviaire de 635 mètres, le plus long de Bretagne, édifié de 1860 à 1862. La ligne ferroviaire est officiellement mise en service en 1862.

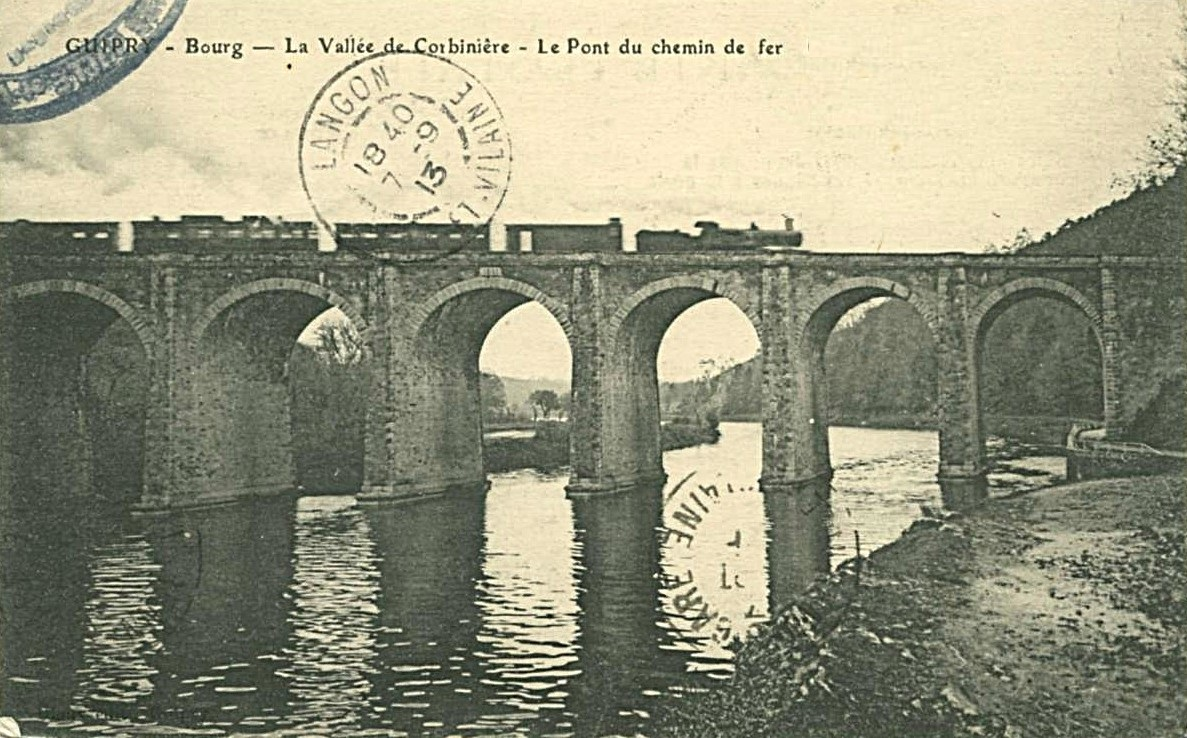
Guipry ː le viaduc ferroviaire de la Corbinière sur la Vilaine au début du XXe siècle (carte postale).

## Bois de Bœuvres
Il s'agit d'une zone naturelle d'intérêt écologique faunistique et floristique (ZNIEFF),.
Bœuvres, à l'instar de Beuvron,  dérive de bièvre, terme médiéval désignant le castor.

### Flore
Parmi les phanérogames déterminantes et à statut non réglementé, il y a :  muguet de mai , clochettes des bois, épipactis à larges feuilles, hélianthème à bouquets, hélianthème en ombelle, astérocarpe blanchâtre, faux sésame, astérocarpe pourpre, châtaigne d'eau et mâcre nageante.

### Faune
Parmi les espèces déterminantes et à statut réglementé, on y trouve :
Mammifères : murin de Bechstein (chauve-souris), grand murin, murin à moustaches, Myotis nattereri, Myotis myotis et grand rhinolophe.
Oiseaux : engoulevent d'Europe, pic noir, faucon hobereau, bondrée apivore et bécasse des bois.

## Ermitage de Bœuvres
Sur les schistes d'un promontoire naturel qui surplombe un méandre de la vallée de la Vilaine se trouve le site de l'Ermitage. C'est sur cette crête que résiderait vers 1703 le premier ermite de Bœuvres, frère Bernot, dans une modeste construction jusqu’à sa mort en 1733.
Au XVIIIe siècle, un second ermite, frère Jacques-Noël Félin, frère du Tiers-Ordre régulier de saint François, en quête d’isolement et de recueillement, creuse une grotte dans le rocher en contrebas et aménage une source, connue par la suite sous le nom de « la Fontaine au prêtre ». L'ermite quitte l’ermitage et disparaît lorsque, contre sa volonté, le seigneur local y fait construire une cellule et un oratoire.

## Château de Bœuvres
Le château se trouve en contrebas du bois de Bœuvres, où le dernier loup est abattu en 1892. Propriété privée, le château de Bœuvres remonte au XVIIe siècle et subit plusieurs rénovations, notamment la construction de la chapelle de 1620 à 1650. Incendié pendant la Révolution, le château est réaménagé et d'importants travaux aux XIXe et XXe siècles lui confèrent sa forme actuelle.

## Château des Corbinières
Le château des Corbinières,,, bâti de 1885 à 1890, alors propriété de la famille du Halgouët, branche de la Famille de Poulpiquet, est dû aux architectes Arthur Regnault et Frédéric Jobbé-Duval.

## Bois et étang de Baron
Le bois de Baron est composé essentiellement de pins sylvestres. Il est bordé par un étang,, alimenté par le ruisseau de la Vionnais.
Il s'agit d'une zone naturelle d'intérêt écologique, faunistique et floristique (ZNIEFF).

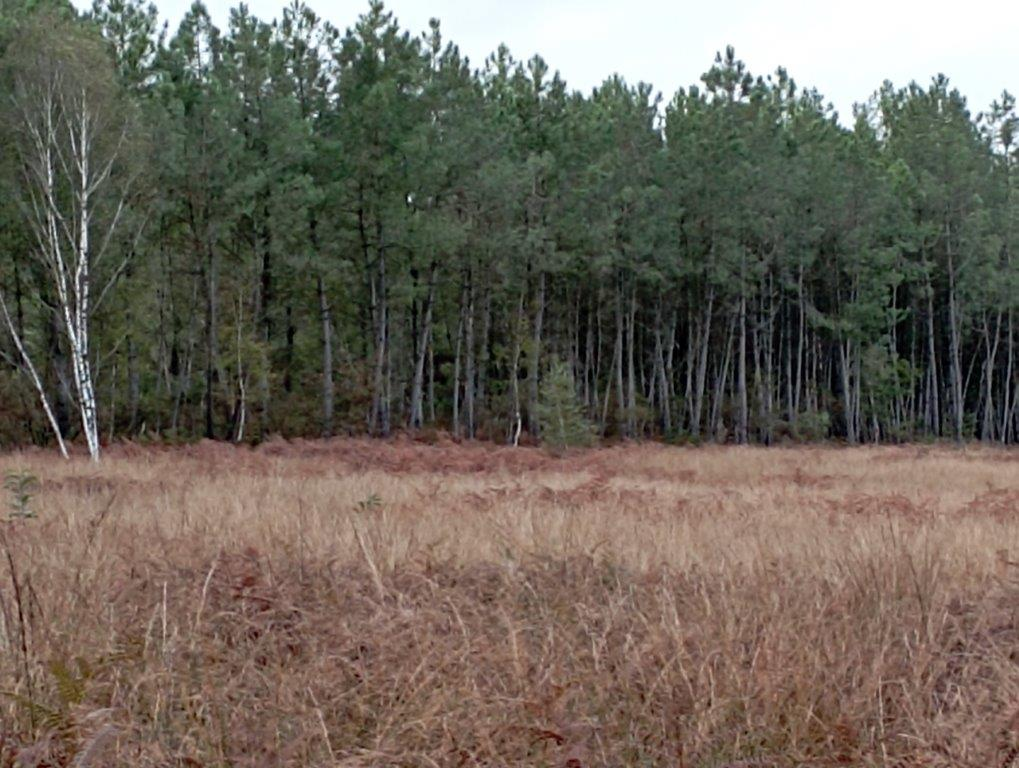
Pins sylvestres du bois de Baron

### Flore
Parmi les espèces déterminantes et à statut réglementé, on y trouve : droséra intermédiaire, droséra à feuilles rondes, gentiane des marais,  naïade marine, narthécie des marais, Pinguicula lusitanica, Potamogeton nodosus, Rhynchospora alba, Simethis mattiazzii et Utricularia vulgaris, ainsi que des Ptéridophytes.

### Faune
Parmi les espèces déterminantes et à statut réglementé, il y a des oiseaux : pic noir, faucon hobereau et busard Saint-Martin.

## Motte féodale de Baron
La motte féodale est au centre du bois de Baron,. Au Moyen Âge, cette butte de terre est le socle d'une forteresse en bois qui permet de surveiller le passage fluvial et ainsi de prévenir un éventuel danger. Il existe alors un petit moulin où les paysans voisins viennent faire moudre leurs céréales. La forteresse est détruite par les Anglais en 1345. La motte féodale est globalement circulaire, avec un diamètre de 33 m, à la base et une hauteur de 7,60 m, pour un volume de 2 500 m3.  

## Moulin des Bruyères
C'est un moulin à vent de type tour cylindrique. La date de 1866 est gravée sur une poutre du 4e étage. Hors service depuis 1953, le moulin conserve la majeure partie de ses mécanismes et de ses machines de meunerie.
En gallo, Bruyères se dit Beurrieure ou Beurrioure.

## Moulin de la Tombe
Le moulin de la Tombe est un moulin à vent sur le territoire de la commune de Saint-Ganton au lieudit Gominé (en gallo Gomineu).
Selon la légende, la femme du meunier est enterrée devant la porte de moulin.

## Pont de Saint-Marc
Le pont de Saint-Marc est un pont routier métallique enjambant la Vilaine, érigé en 1895 afin de faciliter le passage de la route reliant Saint-Ganton à Bain-de-Bretagne.

## Écluse de Mâlon
Les travaux de construction de l'écluse de Mâlon, dernière écluse avant d'atteindre  Redon, sont achevés en 1788. Une échelle à poissons y est installée dès 1888.

## Hameaux et maisons traditionnelles
Le site de Corbinières est entouré de plusieurs hameaux à l’habitat traditionnel tels Mâlon , La Guignardais, La Chopinais, Remdon, Villermy, Beaucel, ou Les Forges.

## Croix de chemin
Certains chemins de campagne sont dotés de croix,.

## Fêtes champêtres
Au XXe siècle, le site de Corbinières accueille de nombreuses fêtes : la Fête du pain de ménage de l’étang de Baron, la fête paroissiale (kermesse) de Saint-Ganton à proximité de la Vilaine et la Fête de la musique de Messac au pont de Saint-Marc.
Dans les années 1970, la commune libre de Mâlon organise des concerts sous chapiteau avec les chanteurs C. Jérôme, Mike Brant,  Dave et Jacky Reggan.
La course sur sentier (trail) de Bœuvres-Baron-Corbinières", épreuve inscrite au calendrier des courses à pied (running) en Bretagne, a lieu en octobre.

## Galerie

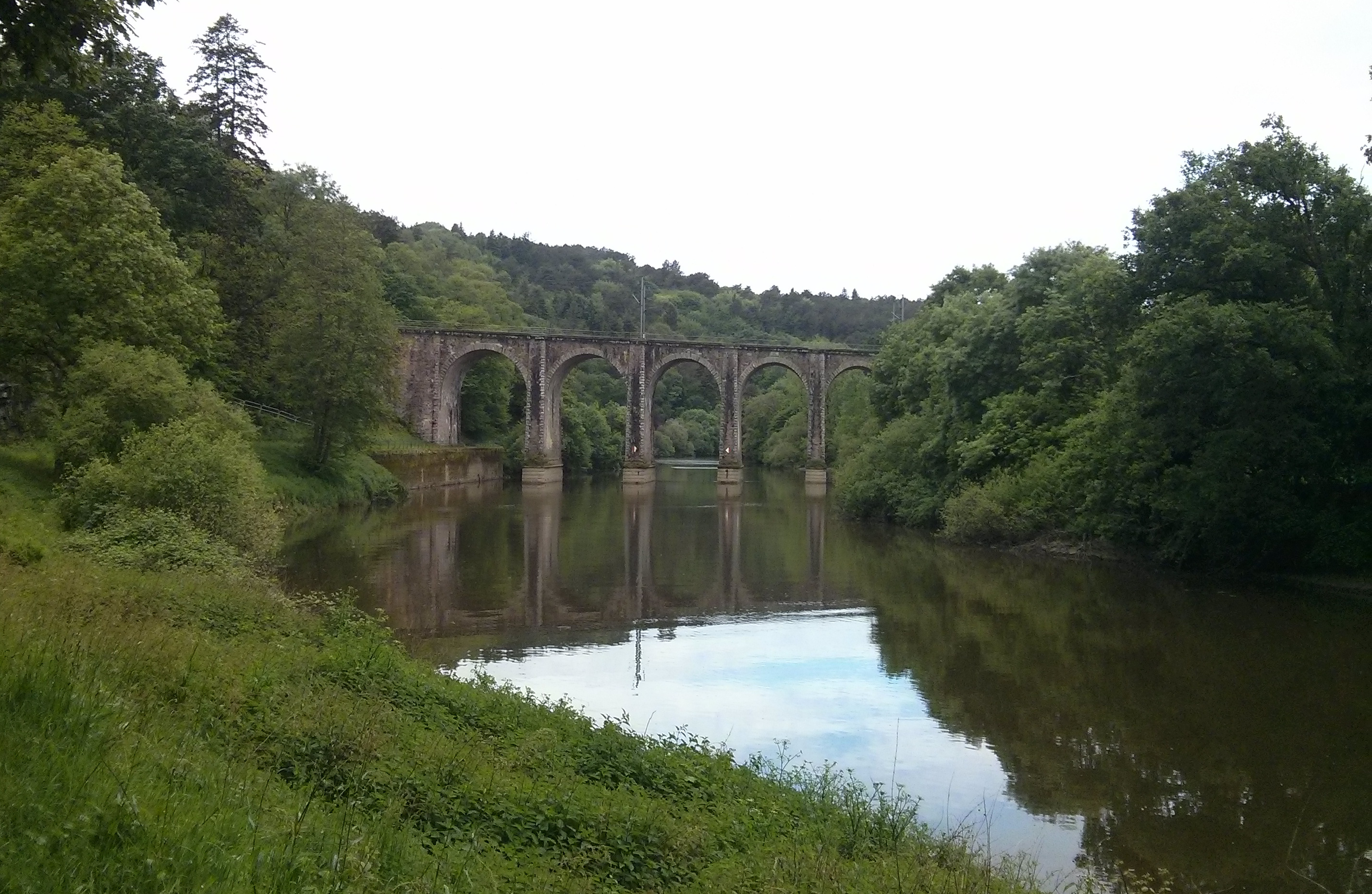
Pont ferroviaire sur la Vilaine aux Corbinières

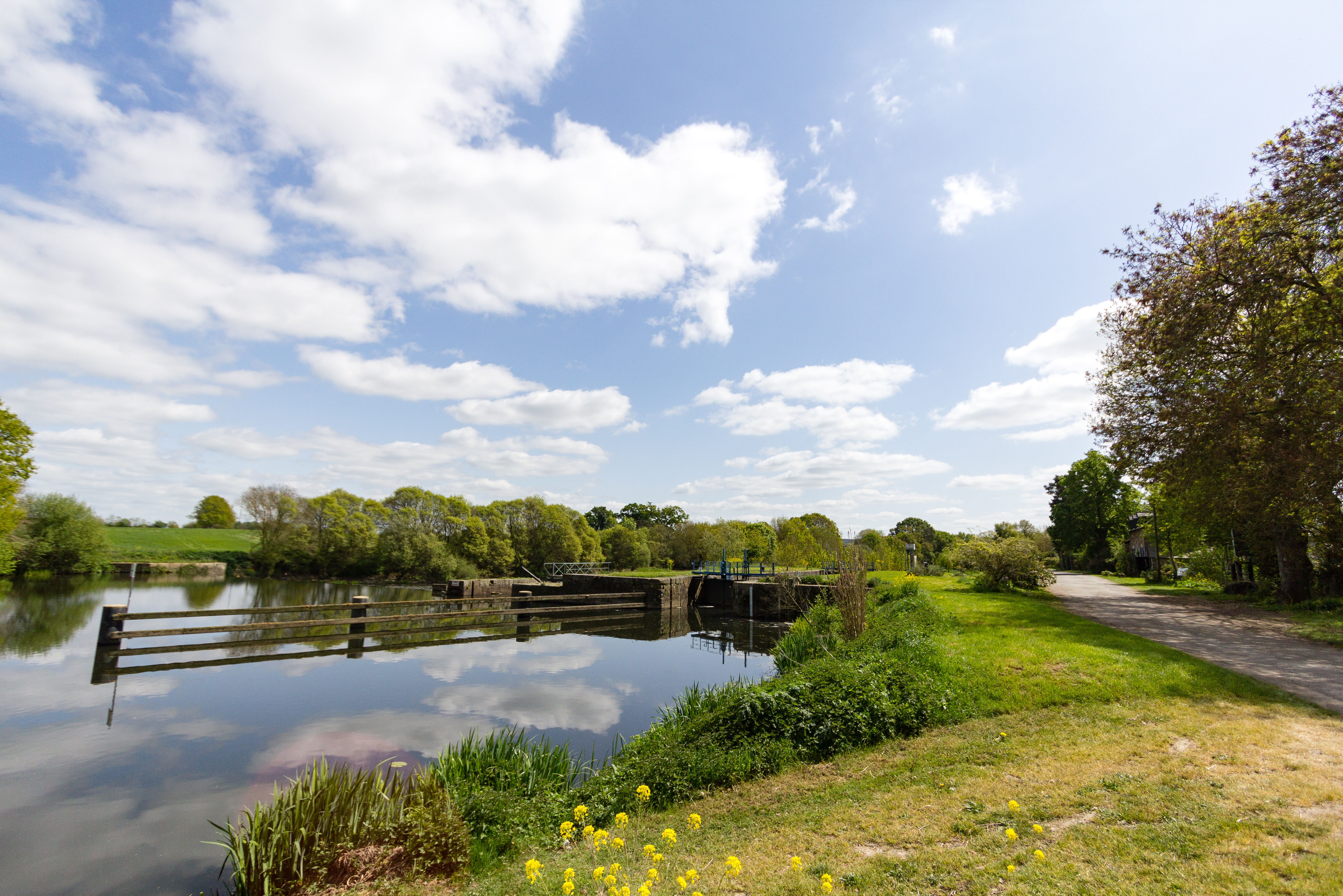
Écluse de Mâlon